# Kloster Türkheim
Das Kloster Türkheim ist ein ehemaliges Kloster der Kapuziner in Türkheim in Bayern im Bistum Augsburg.

## Geschichte
Das Kloster wurde 1685 durch Herzog Maximilian Philipp von Bayern, Bruder des Kurfürsten Ferdinand Maria von Bayern gegründet. Es wurde im Zuge der Säkularisation nicht aufgehoben und diente zunächst als Zentralkloster. Am 1. November 1827 erklärte König Ludwig I. von Bayern den Fortbestand des Klosters. Aufgrund fehlenden Nachwuchs verließen die letzten Kapuziner 1972 Türkheim. Das Klostergebäude nutzt ein Pflegedienst.